# Coulanges (Allier)
Coulanges é uma comuna francesa na região administrativa de Auvérnia-Ródano-Alpes, no departamento Allier. Estende-se por uma área de 24,21 km². Em 2010 a comuna tinha 347 habitantes (densidade: 14,3 hab./km²).